# Laz (okręg Arad)
Laz – wieś w Rumunii, w okręgu Arad, w gminie Dezna. W 2011 roku liczyła 48 mieszkańców. 